# Taïx
Taïx is een gemeente in het Franse departement Tarn (regio Occitanie) en telt 306 inwoners (1999). De plaats maakt deel uit van het arrondissement Albi.

## Geografie
De oppervlakte van Taïx bedraagt 4,8 km², de bevolkingsdichtheid is 63,8 inwoners per km².
De onderstaande kaart toont de ligging van Taïx met de belangrijkste infrastructuur en aangrenzende gemeenten.

## Demografie
Onderstaande figuur toont het verloop van het inwonertal (bron: INSEE-tellingen).